# 徐敏華
徐敏華（1979年3月3日—）是台灣的新聞主播。現為NOWnews今日新聞《NOW生活攻略》主持人。

## 學歷
- 輔仁大學大眾傳播學研究所
- 國立台灣藝術大學廣播電視系

## 簡史
- 2004年加入八大電視新聞部擔任記者。
- 2009年8月起開始播報八大電視午間新聞
- 2011年起，也偶爾會代播八大電視晚間新聞
- 2024年8月28日，為最後一次在八大電視播報新聞。
- 2024年10月，加入NOWnews今日新聞擔任主持人。

## 經歷
- 大苗栗地方新聞
- 十二分貝雜誌
- 八大電視主播、記者、新聞部採訪中心副主任[1]
- 點石成金代班主持人
- gogo講客話主持人
- NOWnews今日新聞《NOW生活攻略》主持人、製作人[2][3]

## 著作
| 年份          | 書名           | 作者           | 出版社             | ISBN               |
| ------------- | -------------- | -------------- | ------------------ | ------------------ |
| 2016年6月15日 | 《主播美食報》 | 石怡潔、徐敏華 | 四塊玉文創有限公司 | ISBN 9789865661717 |

## 獎項
- 第11屆兩岸新聞報導獎
- 第5屆客家新聞獎
- 第9屆公益金輪獎

## 外部連結
- 主播媽咪徐敏華的Facebook專頁
- 瓜家親子遊。主播徐敏華的小天地 （页面存档备份，存于）
- 主播徐敏華的Instagram帳戶